# 더쿠
더쿠(영어: theqoo)는 2012년 12월에 설립된 대한민국의 인터넷 커뮤니티이다. 이름은 오타쿠에서 유래되었다.